# Jake Wesley Rogers
 (février 2023).
La mise en forme du texte ne suit pas les recommandations de Wikipédia : il faut le « wikifier ».
Les points d'amélioration suivants sont les cas les plus fréquents :
- Les titres sont pré-formatés par le logiciel. Ils ne sont ni en capitales, ni en gras.
- Le texte ne doit pas être écrit en capitales (les noms de famille non plus), ni en gras, ni en italique, ni en « petit »…
- Le gras n'est utilisé que pour surligner le titre de l'article dans l'introduction, une seule fois.
- L'italique est rarement utilisé : mots en langue étrangère, titres d'œuvres, noms de bateaux, etc.
- Les citations ne sont pas en italique mais en corps de texte normal. Elles sont entourées par des guillemets français : « et ».
- Les listes à puces sont à éviter, des paragraphes rédigés étant largement préférés. Les tableaux sont à réserver à la présentation de données structurées (résultats, etc.).
- Les appels de note de bas de page (petits chiffres en exposant, introduits par l'outil «  Source ») sont à placer entre la fin de phrase et le point final[comme ça].
- Les liens internes (vers d'autres articles de Wikipédia) sont à choisir avec parcimonie. Créez des liens vers des articles approfondissant le sujet. Les termes génériques sans rapport avec le sujet sont à éviter, ainsi que les répétitions de liens vers un même terme.
- Les liens externes sont à placer uniquement dans une section « Liens externes », à la fin de l'article. Ces liens sont à choisir avec parcimonie suivant les règles définies. Si un lien sert de source à l'article, son insertion dans le texte est à faire par les notes de bas de page.
- La présentation des références doit suivre les conventions bibliographiques. Il est recommandé d'utiliser les modèles {{Ouvrage}}, {{Chapitre}}, {{Article}}, {{Lien web}} et/ou {{Bibliographie}}. Le mode d'édition visuel peut mettre en forme automatiquement les références.
- Insérer une infobox (cadre d'informations à droite) n'est pas obligatoire pour parachever la mise en page.

Pour une aide détaillée, merci de consulter Aide:Wikification.
Si vous pensez que ces points ont été résolus, vous pouvez retirer ce bandeau et améliorer la mise en forme d'un autre article.
 (février 2023).
Jake Wesley Rogers, né le 19 décembre 1996 à Springfield, Missouri, est un chanteur et compositeur américain.

## Biographie
Rogers a grandi à Ozark, Missouri, où il a appris à jouer de la guitare à 6 ans et a commencé à jouer du piano et à s'entraîner à la voix à 12 ans. Rogers a commencé à se produire dans des productions théâtrales en 5e année et à écrire des chansons peu de temps après. À un jeune âge, il assiste à des concerts de formation pour des artistes comme Lady Gaga et Nelly Furtado. Rogers a découvert qu'il était gay en 6e année et, bien que sa famille le soutienne, il a estimé qu'il devait cacher son orientation en raison du climat culturel de sa ville natale.
Rogers a déménagé à Nashville à 18 ans pour étudier l'écriture de chansons à l'Université Belmont. Au cours de sa première année, la performance en direct de Rogers a suscité l'intérêt de Sony/ATV, ce qui a abouti à un contrat d'édition. Rogers a obtenu son diplôme en 2018.

## Carrière

### 2016-2020: Début de carrière
Rogers a commencé à sortir de la musique de manière indépendante en 2016, menant à son premier EP Evergreen en juin 2017. Après avoir sorti ses deux singles suivants "Jacob from the Bible" et "Little Queen" en février et mars 2019 respectivement, Rogers a sorti son deuxième EP Spiritual en avril 2019, suivi d'une tournée européenne et d'une performance sur BBC Radio 4 cet automne.
En novembre 2020, Rogers a figuré sur la bande originale de la saison la plus heureuse produite par Justin Tranter (en), aux côtés d'une liste d'autres auteurs-compositeurs et artistes LGBTQ.

### Depuis 2021: signature de Warner Records
En mai 2021, il a été révélé que Rogers avait signé avec Warner Records via l'empreinte Facet Records de Tranter. Le manager de Rogers, Lucas Canzona, a attiré l'attention de Tranter en 2019 avec un e-mail mettant en évidence une performance en direct du single "Jacob from the Bible" de Rogers. Tranter a attiré l'attention de Rogers sur le PDG et coprésident de Warner Records, Aaron Bay-Schuck (en), qui a été "captivé" par la performance en direct de Rogers, et les deux ont signé avec Rogers fin 2020. Rogers a sorti son premier single de label majeur "Middle of Love" parallèlement à l'annonce. Le single, qui a été co-écrit avec Tranter et Eren Cannata, est la première offre du prochain EP 2021 de Rogers. Rogers a sorti son prochain single "Momentary" en juin 2020. Rogers a fait ses débuts à la télévision le 5 octobre 2021 dans The Late Late Show with James Corden (saison 7, épisode 17), interprétant la chanson "Middle of Love". Rogers apparaîtra en première partie de la tournée Reverie de Ben Platt en septembre et octobre 2022. Rogers apparaîtra également en première partie de Panic! at the Disco Viva Las Vengeance Tour en septembre et octobre 2022.

## Discographie

### EP
| Titre     | Album                                                                 |
| --------- | --------------------------------------------------------------------- |
| Evergreen | - Sortie : 16 juin 2017 - Label : Auto publié                         |
| Spiritual | - Sortie : 5 avril 2019 - Label : Auto publié                         |
| Pluto     | - Sortie : 1 octobre 2021 - Étiquette : Facet Records/Warner Records  |
| LOVE      | - Sortie : 21 octobre 2022 - Étiquette : Facet Records/Warner Records |

### Singles
| Titre                   | Année | Album     |
| ----------------------- | ----- | --------- |
| "You Should Know"       | 2017  | Evergreen |
| "Jacob From the Bible"  | 2019  | Spiritual |
| "Little Queen"          | 2019  | Spiritual |
| "Middle of Love"        | 2021  | Pluto     |
| "Momentary"             | 2021  | Pluto     |
| "Weddings and Funerals" | 2021  | Pluto     |